# Pas un mot à ma femme
Pour les articles homonymes, voir Pas un mot.
Pas un mot à ma femme est un court métrage français réalisé par André Chotin, sorti en 1931.

## Fiche technique
- Titre : Pas un mot à ma femme
- Réalisation : André Chotin
- Scénario, adaptation et dialogue : André Rigaud
- Décors : Lazare Meerson
- Photographie : Georges Raulet, Jean Isnard
- Son : Georges Leblond
- Montage : Jean Feyte
- Musique : Lionel Cazaux (éditions : Campbell-Connely)
- Paroliers : Jacques Monteux et Roger Féral
- Société de production et distribution : Compagnie commerciale française cinématographique (C.C.F.C)
- Pays de production :  France
- Format : Noir et blanc - 1,37:1 - 35 mm
- Durée : 32 min (métrage dans le format 900m et selon d'autres sources 1037m ou 1250m)
- Genre : comédie
- Date de sortie : France, 1931

## Distribution
- Fernandel : Jules
- Pierrette Caillol : Totoche
- Antoine Stacquet : Galubert
- Magda Fontanges : une amie
- René Énard : Bouchon
- Gastons : M. Benoît
- Madeleine Suffel : Marie
- Lucien Carol : M. Clamont
- Albert Dinan : Jean Daltour
- Jenny Burnay : Suzanne Clamont